# Agesandro

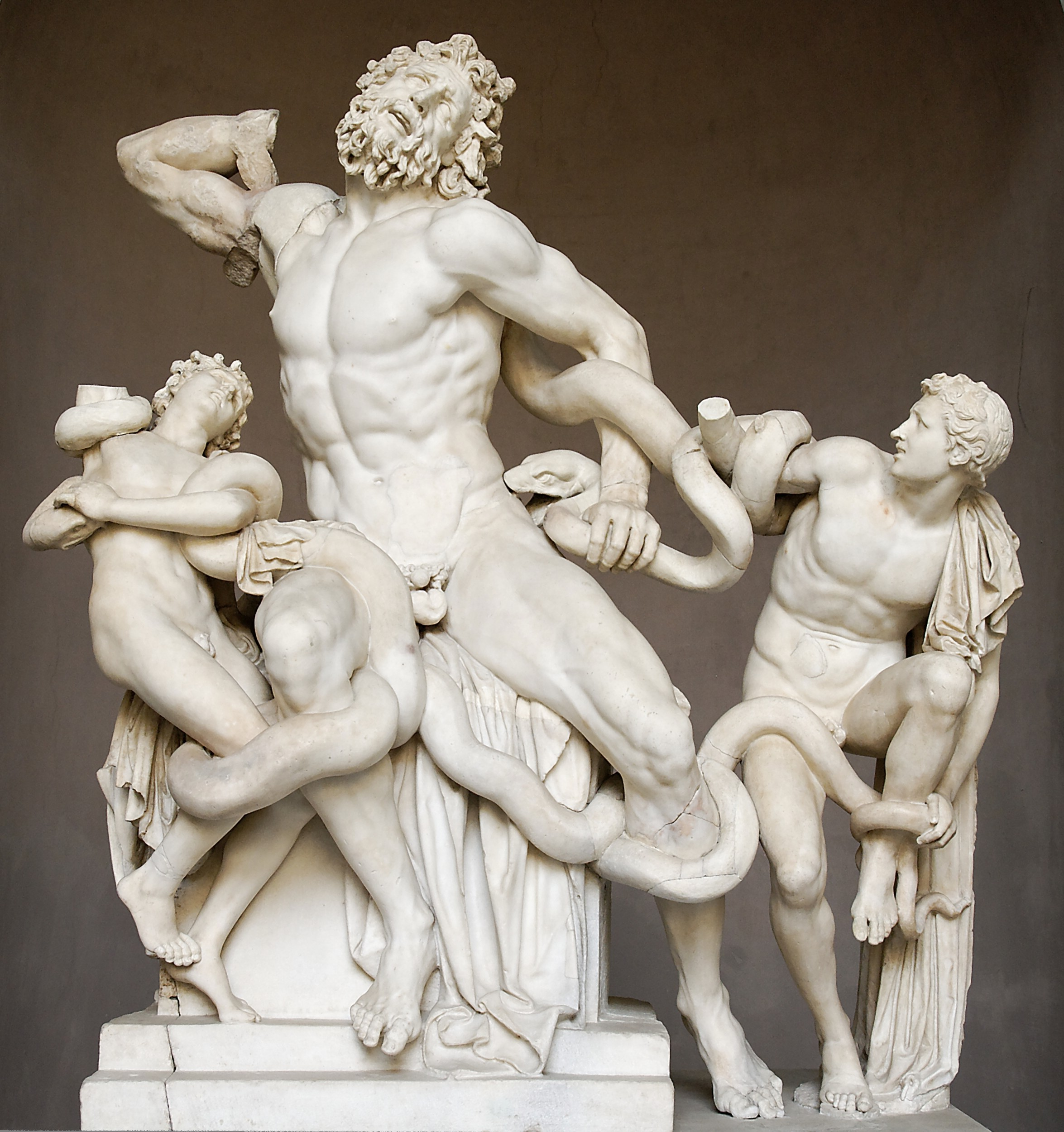
Il gruppo di Laocoonte.

Agesandro di Rodi (in greco antico: Ἀγήσανδρος?; fl. I secolo a.C.-I secolo) è stato uno scultore greco antico, attivo a Rodi e in Italia in epoca tardo-ellenistica.

## Notizie biografiche
Il nome ricorre in contesti ed epoche differenti a Rodi ed è quindi riferibile a differenti scultori appartenuti ad una stessa famiglia e attivi per diverse generazioni. Un Agesandro è ricordato da Gaio Plinio Secondo come autore, insieme ai figli Atenodoro e Polidoro, del gruppo del Laocoonte, opera marmorea presente nella casa dell'imperatore Tito. I nomi di questi stessi tre autori ricorrono in uno dei gruppi marmorei (il gruppo di Scilla; ed anche quello di Polifemo) con i quali Tiberio adornò, in un programma scultoreo unitario, la grotta-ninfeo presso la propria villa a Sperlonga. I due gruppi, copie da prototipi bronzei preesistenti, riconducibili al fenomeno del neoellenismo (v. Scuola rodia), sono ritenuti quindi contemporanei e databili a partire dalla seconda metà del I secolo a.C.